# ديفيد هارتلي (ملحن)
ديفيد هارتلي (بالإنجليزية: David Hartley)‏ هو ملحن بريطاني، ولد في 1962.

## وصلات خارجية
- ديفيد هارتلي على موقع IMDb (الإنجليزية)
- ديفيد هارتلي على موقع ميوزك برينز (الإنجليزية)
- ديفيد هارتلي على موقع أول ميوزيك (الإنجليزية)
- ديفيد هارتلي على موقع ديسكوغز (الإنجليزية)